# Roman Karger
Roman Karger (* 7. května 1967) je bývalý československý a český zápasník – judista.

## Sportovní kariéra
S judem začínal v pražském klubu Slavia VŠ (USK) pod vedením Ludvíka Jordána. V roce 1987 narukoval na vojnu do Banské Bystrice a v armádním klubu Dukly vydržel až do rozdělení republik v roce 1993. V československé mužské reprezentaci se poprvé objevil v olympijském roce 1988 ve váze do 86 kg. V úvodu sezony 1989 se podrobil operaci menisku. V červenci 1989 zvítězil na dobře obsazeném turnaji v rakouském Leondingu a formu si přivezl na říjnové mistrovství světa v Bělehradě. Jeho spanilou jízdu turnajem zastavil v semifinále Francouz Fabien Canu, který ustál jeho pravou zátočku a na zemi ho chytil do držení. Souboj o třetí místo s málo známým Němcem Stefanem Freudenbergem nezvládl a obsadil dělené 5. místo. Na tento výsledek v dalších letech nenavázal. V roce 1992 se na olympijské hry v Barceloně nekvalifikoval.
Po rozdělení Československa v roce 1993 se rozhodl vrátit z Banské Bystrice do Prahy. V Praze však nenašel optimální podmínky pro vrcholovou přípravu a záhy ukončil sportovní kariéru. Do svých 40 let startoval v české lize za TJ Sokol Praha Vršovice.

### Výsledky
| Turnaj             | 1985               | 1986               | 1987               | 1988               | 1989               | 1990               | 1991               | 1992               |
| Turnaj             | 18                 | 19                 | 20                 | 21                 | 22                 | 23                 | 24                 | 25                 |
| Turnaj             | −86 (střední váha) | −86 (střední váha) | −86 (střední váha) | −86 (střední váha) | −86 (střední váha) | −86 (střední váha) | −86 (střední váha) | −86 (střední váha) |
| ------------------ | ------------------ | ------------------ | ------------------ | ------------------ | ------------------ | ------------------ | ------------------ | ------------------ |
| Olympijské hry     |                    |                    |                    | —                  |                    |                    |                    | —                  |
| Mistrovství světa  | —                  |                    | —                  |                    | 5.                 |                    | —                  |                    |
| Mistrovství Evropy | —                  | —                  | —                  | úč.                | —                  | úč.                | úč.                | úč.                |
| MS juniorů         |                    | úč.                |                    |                    |                    |                    |                    |                    |
| ME juniorů         | úč.                | úč.                | úč.                |                    |                    |                    |                    |                    |

### Olympijské hry a mistrovství světa
| Olympijské hry a mistrovství světa | Olympijské hry a mistrovství světa | Olympijské hry a mistrovství světa | Olympijské hry a mistrovství světa | Olympijské hry a mistrovství světa | Olympijské hry a mistrovství světa | Olympijské hry a mistrovství světa | Olympijské hry a mistrovství světa |
| Kolo                               | Výsledek                           | Bilance                            | Soupeř                             | Výsledek                           | Datum                              | Turnaj                             | Místo                              |
| 1989 Mistrovství světa do 86 kg    | 1989 Mistrovství světa do 86 kg    | 1989 Mistrovství světa do 86 kg    | 1989 Mistrovství světa do 86 kg    | 1989 Mistrovství světa do 86 kg    | 1989 Mistrovství světa do 86 kg    | 1989 Mistrovství světa do 86 kg    | 1989 Mistrovství světa do 86 kg    |
| ---------------------------------- | ---------------------------------- | ---------------------------------- | ---------------------------------- | ---------------------------------- | ---------------------------------- | ---------------------------------- | ---------------------------------- |
| o 3. místo                         | prohra                             | 3-2                                | Stefan Freudenberg (FRG)           |                                    | 11. října 1989                     | Mistrovství světa                  | Bělehrad, Jugoslávie               |
| semifinále                         | prohra                             | 3-1                                | Fabien Canu (FRA)                  | ippon (držení)                     | 11. října 1989                     | Mistrovství světa                  | Bělehrad, Jugoslávie               |
| čtvrtfinále                        | vítězství                          | 3-0                                | Akinobu Ósako (JPN)                | juko                               | 11. října 1989                     | Mistrovství světa                  | Bělehrad, Jugoslávie               |
| 1/16                               | vítězství                          | 2-0                                | Pedro Cristóvão (POR)              | ippon                              | 11. října 1989                     | Mistrovství světa                  | Bělehrad, Jugoslávie               |
| 1/32                               | vítězství                          | 1-0                                | Axel Lobenstein (GDR)              |                                    | 11. října 1989                     | Mistrovství světa                  | Bělehrad, Jugoslávie               |

### Mistrovství Evropy
| Mistrovství Evropy               | Mistrovství Evropy               | Mistrovství Evropy               | Mistrovství Evropy               | Mistrovství Evropy               | Mistrovství Evropy               | Mistrovství Evropy               | Mistrovství Evropy               |
| Kolo                             | Výsledek                         | Bilance                          | Soupeř                           | Výsledek                         | Datum                            | Turnaj                           | Místo                            |
| 1992 Mistrovství Evropy do 86 kg | 1992 Mistrovství Evropy do 86 kg | 1992 Mistrovství Evropy do 86 kg | 1992 Mistrovství Evropy do 86 kg | 1992 Mistrovství Evropy do 86 kg | 1992 Mistrovství Evropy do 86 kg | 1992 Mistrovství Evropy do 86 kg | 1992 Mistrovství Evropy do 86 kg |
| -------------------------------- | -------------------------------- | -------------------------------- | -------------------------------- | -------------------------------- | -------------------------------- | -------------------------------- | -------------------------------- |
| 1/16                             | prohra                           | 2-5                              | Lloyd Alexander (GBR)            |                                  | 10. května 1992                  | Mistrovství Evropy               | Paříž, Francie                   |
| 1/32                             | vítězství                        | 2-4                              | Aldas Baranauskas (LTU)          |                                  | 10. května 1992                  | Mistrovství Evropy               | Paříž, Francie                   |
| 1991 Mistrovství Evropy do 86 kg |                                  |                                  |                                  |                                  |                                  |                                  |                                  |
| 1/16                             | prohra                           | 1-4                              | Filip Leščak (YUG)               |                                  | 19. května 1991                  | Mistrovství Evropy               | Praha, Československo            |
| 1990 Mistrovství Evropy do 86 kg |                                  |                                  |                                  |                                  |                                  |                                  |                                  |
| opravy                           | prohra                           | 1-3                              | Ben Spijkers (NED)               |                                  | 13. května 1990                  | Mistrovství Evropy               | Frankfurt nad Mohanem, Německo   |
| čtvrtfinále                      | prohra                           | 1-2                              | Waldemar Legień (POL)            |                                  | 13. května 1990                  | Mistrovství Evropy               | Frankfurt nad Mohanem, Německo   |
| 1/16                             | vítězství                        | 1-1                              | Frank Gutenkauf (LUX)            |                                  | 13. května 1990                  | Mistrovství Evropy               | Frankfurt nad Mohanem, Německo   |
| 1988 Mistrovství Evropy do 86 kg |                                  |                                  |                                  |                                  |                                  |                                  |                                  |
| 1/16                             | prohra                           | 0-1                              | Roland Borawski (GDR)            | ?                                | 10. května 1988                  | Mistrovství Evropy               | Pamplona, Španělsko              |